# Ernest Kees
Pour les articles homonymes, voir Kees.
Ernest Kees né le 6 février 1789 à Gelnhausen est un éventailliste français. Il fonde sa maison à Paris au début du XIXe siècle. 

## L'origine de Kees
Au XXe siècle, le nom Kees fut souvent prononcé à l'anglaise « Kiiss », toutefois au XIXe siècle le nom se prononçait « Kées », comme l'écrivait par exemple E. Petit. Divers documents écrivent d'ailleurs "Kess" : ainsi le Bibliophile Jean dans un document semi-commercial . La famille est originaire d'Allemagne. En effet, selon les documents de naturalisation, Kees Georges, Ernest, déclaré hôtelier en 1843, est né le 6 février 1789 à Gelnhausen près de Francfort-sur-le-Main (Hesse). Son fils, Ernest, Théophile est lui né à Paris (Seine) le 11 juin 1822. En 1843 il était officiellement de profession inconnue, mais en 1851 il était fabricant d'éventails. Le 19 décembre 1848, il avait épousé (étant alors qualifié d'employé) Mme Vve Pinatel, née Augustine Rousselle, imprimeur lithographe à Paris, 8 rue de Touraine.

## La maison Ernest Kees
La maison, qui aurait été fondée en 1835 rue de Crussol, se développa. Selon la même source, elle aurait été transférée en 1858 rue des Mathurins. Dans les années 1860, le père et le fils, se prénommant tous les deux Ernest, disposent chacun d'une adresse, l'un 28 rue des Mathurins, l'autre toujours au 11 rue de Crussol. Ernest Kees fils se spécialise dans les éventails lithographiés. Il apparaît d'ailleurs comme imprimeur-lithographe au 2 boulevard du Prince-Eugène (actuel boulevard Voltaire).
Le succès aidant, il s'installe en 1879, 28 rue du Quatre-Septembre. En 1890, c'est son successeur, Alfred Marie, qui ouvre une nouvelle boutique, cette fois avec une adresse prestigieuse : 9 boulevard des Capucines. La maison d'éventailliste porte toujours le nom de son fondateur « Ernest Kees », devenu marque de fabrique.
En 1925, Ernest Kees s'associe à la maison Lepault Deberghe sise 2 boulevard de Strasbourg, mais garde son nom. Les anciens salons de vente, à la suite de l'acquisition du fonds par la famille Hoguet, ont été occupés à partir de 1993 par le musée de l'Éventail. Le mobilier (inscrit aux Monuments Historiques) et une partie importante de la collection d'éventails, matériaux et documents ont été acquis en 2023 par la communauté de commune des Sablons (Oise) pour le compte du Musée de la Nacre et de la Tabletterie de Méru. Le musée envisage de restituer la boutique de la maison Kees dans quelques années (2028 ?), à la suite des travaux d'aménagement nécessaires. (https://musee-nacre.fr/musee/acquisition-du-musee-de-leventail/).

## La boutique
L'identité de la maison Kees se définit dans la fabrication d'éventails artistiques ou de fantaisies. 
Les premiers sont signés d'artistes de renom dans le monde de l'éventail comme Billotey, Donzel, Lasselaz, Van Garden ou Marie Dumas. Chacun a sa spécialité, l'un des femmes vaporeuses, l'autre les fleurs sous la rosée. Chacun reste aussi indépendant et travaille aussi bien pour Kees ou pour d'autres éventaillistes de Paris comme Duvelleroy ou Alexandre pour ne citer que les plus grands.
À l'éventail de fantaisie, fait d'une feuille de soie ou de tulle agrémentée de paillettes pour évoquer Madame Sans-Gêne, il faut ajouter les éventails à systèmes combinant à l'usage premier une innovation, le plus sous brevetée, comme l'éventail fermoir présentant dans sa partie supérieure une attache fermant l'éventail.
Éventailliste, Ernest Kees vend aussi toutes sortes d'accessoires de mode, minaudières, sacs à main, porte-monnaie, tabatières et autres breloques qui enrichissent son commerce.